# André-Joseph-Marie Lauzanne
André-Joseph-Marie Lauzanne, francoski general, * 14. maj 1879, † 1970.